# LRRC55
LRRC55 (англ. Leucine rich repeat containing 55) – білок, який кодується однойменним геном, розташованим у людей на 11-й хромосомі. Довжина поліпептидного ланцюга білка становить 311 амінокислот, а молекулярна маса — 34 424.
| 10         |  | 20         |  | 30         |  | 40         |  | 50         |
| ---------- |  | ---------- |  | ---------- |  | ---------- |  | ---------- |
| MGSLQHCCCL |  | LPKMGDTWAQ |  | LPWPGPPHPA |  | MLLISLLLAA |  | GLMHSDAGTS |
| CPVLCTCRNQ |  | VVDCSSQRLF |  | SVPPDLPMDT |  | RNLSLAHNRI |  | TAVPPGYLTC |
| YMELQVLDLH |  | NNSLMELPRG |  | LFLHAKRLAH |  | LDLSYNNFSH |  | VPADMFQEAH |
| GLVHIDLSHN |  | PWLRRVHPQA |  | FQGLMQLRDL |  | DLSYGGLAFL |  | SLEALEGLPG |
| LVTLQIGGNP |  | WVCGCTMEPL |  | LKWLRNRIQR |  | CTADSQLAEC |  | RGPPEVEGAP |
| LFSLTEESFK |  | ACHLTLTLDD |  | YLFIAFVGFV |  | VSIASVATNF |  | LLGITANCCH |
| RWSKASEEEE |  | I          |  |            |  |            |  |            |

A: Аланін

C: Цистеїн

D: Аспарагінова кислота

E: Глутамінова кислота

F: Фенілаланін

G: Гліцин

H: Гістидин

I: Ізолейцин

K: Лізин

L: Лейцин

M: Метіонін

N: Аспарагін

P: Пролін

Q: Глутамін

R: Аргінін

S: Серин

T: Треонін

V: Валін

W: Триптофан

Кодований геном білок за функцією належить до іонних каналів. 
Задіяний у таких біологічних процесах, як транспорт іонів, транспорт. 
Локалізований у клітинній мембрані, мембрані.